# Naufragiatul
Naufragiatul (în engleză Cast Away) este o dramă cinematografică din 2000, regizată de Robert Zemeckis, cu Tom Hanks în rolul principal. Hanks a fost nominalizat la Premiile Oscar la secțiunea Cel mai bun actor în rol principal pentru performanța sa lăudată de critici.

## Distribuție
- Tom Hanks - Chuck Noland
- Helen Hunt - Kelly Frears
- Nick Searcy - Stan
- Jenifer Lewis - Becca Twig
- Chris Noth - Jerry Lovett
- Lari White - Bettina Peterson
- Vince Martin - Albert "Al" Miller
- Geoffrey Blake - Maynard Graham